# پژوک (استان اشوی‌داشکسیه)
پژوک (به لهستانی: Przyłęk) یک منطقهٔ مسکونی در لهستان است که در گمینا ووجسواو واقع شده‌است.